# NGC 7160
NGC 7160 ist die Bezeichnung eines offenen Sternhaufens im Sternbild Kepheus. Der Sternhaufen hat eine Winkelausdehnung von 5′ × 5′ und eine scheinbare Helligkeit von 6,1 mag. Das Objekt wurde am 9. November 1787 von Wilhelm Herschel entdeckt.